# Guerras da Água na Califórnia

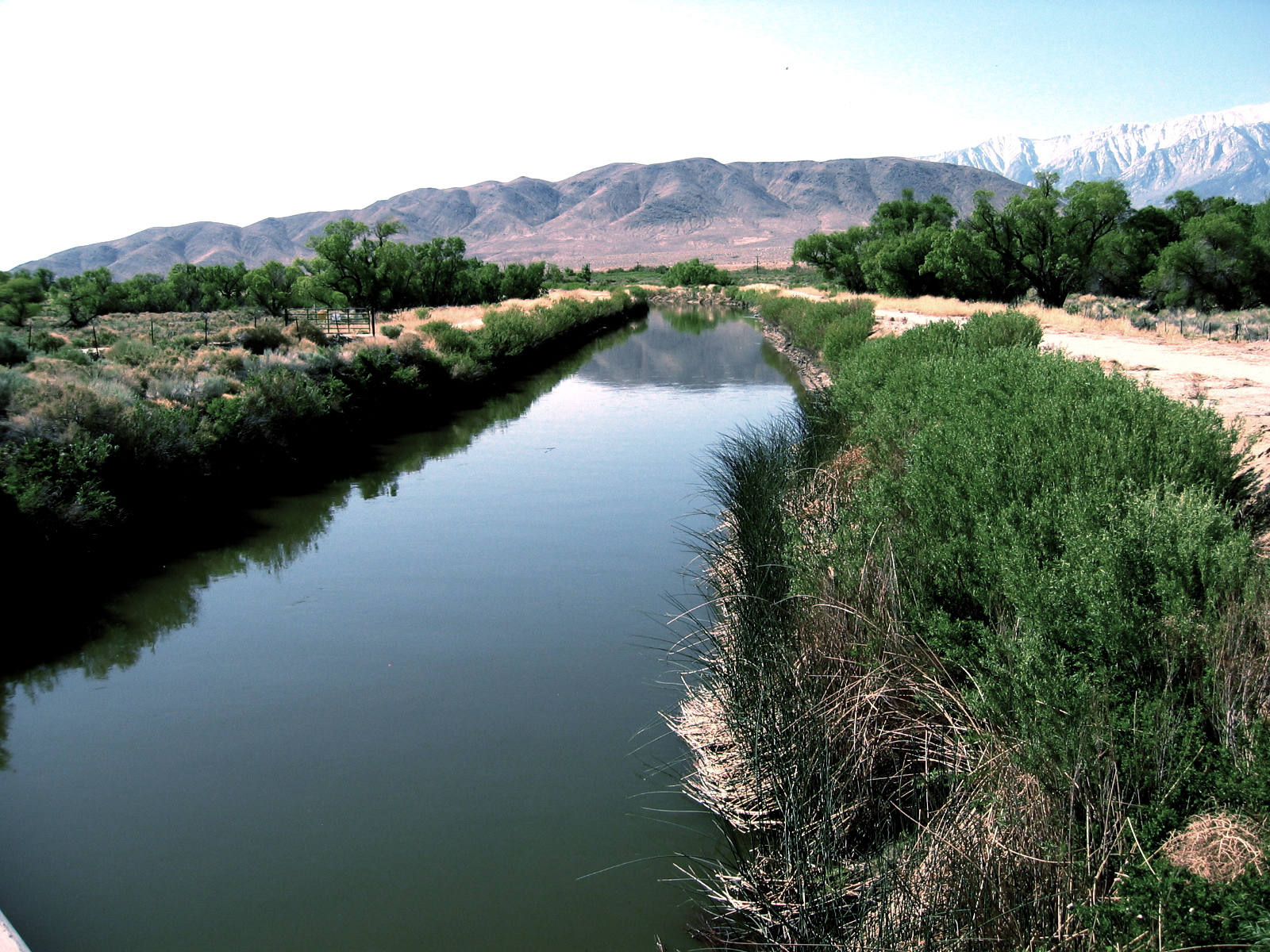
Aqueduto de Los Angeles em Owens Valley

As Guerras da Água na Califórnia foram uma série de conflitos entre a cidade de Los Angeles e os agricultores e pecuaristas do Owens Valley no Leste do estado americano da Califórnia, além dos ambientalistas. Quando Los Angeles cresceu muito no final do século XIX, o abastecimento de água tornou-se insuficiente. Fred Eaton, prefeito da cidade, imaginou que a água poderia ir até Los Angeles vinda do Owens Valley, por meio de um aqueduto. A construção ficou a cargo de William Mulholland e foi terminada em 1913. Os direitos sobre a água foram conseguidos depois de uma intensa luta política com uso de muitos subterfúgios e mentiras. Além disso, os fazendeiros não teriam recebido um preço justo pela cessão dos direitos de uso da água.
Já na década de 1920, o volume de água desviada do Owens Valley era tão grande que tornou difícil a continuidade da agricultura na região. Isso levou a que os fazendeiros tentassem destruir o aqueduto. Los Angeles prevaleceu e manteve a água fluindo. Em 1926, o Lago Owens que ficava na parte inferior do vale, ficou completamente seco devido ao desvio.
A água era necessária para manter o crescimento de Los Angeles. Em 1941, Los Angeles desviou a água que alimentava Mono Lake para o aqueduto. Esse lago, ao norte do Owens Valley, é um importante ecossistema para migração de aves. O nível da água baixou com o desvio e tornou-se uma ameaça para as aves. Ambientalistas, liderados por David Gaines e o Comitê Mono Lake, se engajaram em uma série de litígios legais contra Los Angeles entre 1979 e 1994. Essas ações forçaram a cidade a interromper o desvio da água em volta do Mono Lake, que voltou a um nível aceitável para o ecossistema da região.

## Owens Valley antes das Guerras da Água

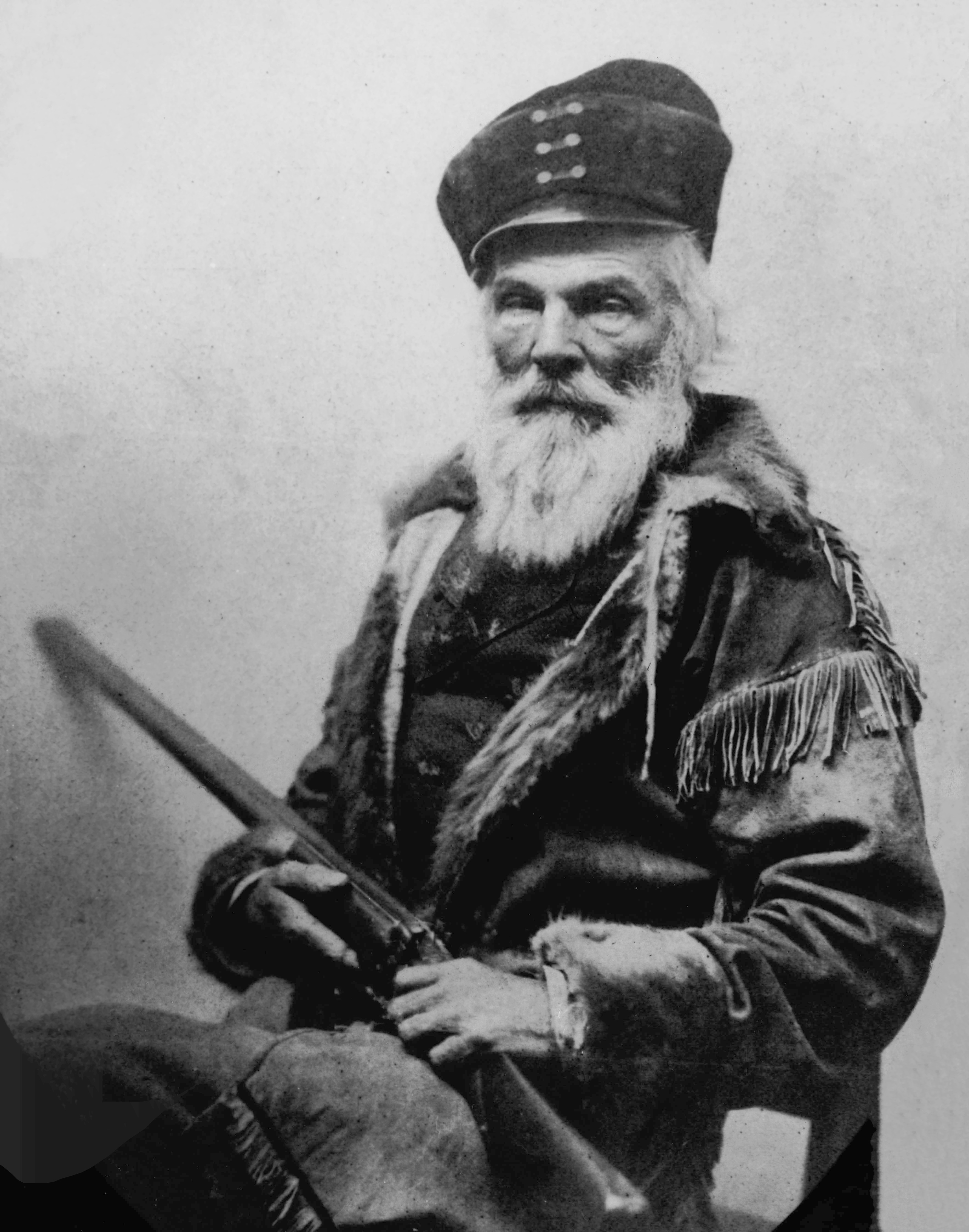
Foto de Joseph Reddeford Walker por volta de 1860, de autoria de Mathew Brady

Em 1833, Joseph Reddeford Walker liderou a primeira expedição conhecida dentro da região do Owens Valley no centro da Califórnia. Walker notou que o solo do vale era inferior ao dos outros lados das escarpas da Sierra Nevada e que as enxurradas que desciam das montanhas eram absorvidas pelo chão árido do deserto. Após os Estados Unidos assumir o controle da Califórnia em 1848, foi feito o primeiro levantamento das terras públicas conduzido por A.W. Von Schmidt entre 1855 e 1856, o que foi o passo inicial para assegurar ao governo o controle do vale. Von Schmidt relatou que o solo do vale não era bom para a agricultura exceto nas terras próximas das nascentes e incorretamente concluiu que o "Owens Valley não era útil para o homem branco".
Em 1861, Samuel Bishop e outros rancheiros começaram a criar gado aproveitando a grama abundante que crescia no Owens Valley. Os índios Paiute viviam no vale e usavam a irrigação para o cultivo. Os dois grupos entraram em conflito pela terra e uso da água e a maioria dos índios foi expulsa do vale pelo exército estadunidense em 1863, no acontecimento conhecido como Guerra Índigena do Owens Valley.
Muitos colonizadores vieram para a área com a promessa de enriquecimento no garimpo. O uso da água do Rio Owens tornou atraente investimentos em agricultura. A Lei de Terras de 1862 (Homestead Act de 1862) deu aos pioneiros o prazo de cinco anos para requererem o título de propriedade das terras. A lei limitou o tamanho das aquisições individuais em até 160 acres, suficiente para formar pequenas fazendas.
A lei das áreas desérticas de 1877 (Desert Land Act de 1877) permitiu a aquisição individual de áreas maiores, até 640 acres e sem a obrigatoriedade de fixar residência, com o objetivo de atrair um maior número de colonos. Em 1866, a rápida aquisição de terras começou e em meados de 1890 a maior parte do Owens Valley já tinha sido reivindicada. O grande número de requisições fez com que os especuladores de terra aparecessem.
Antes do Aqueduto de Los Angeles, a maior parte dos 200 km de valas e diques que faziam a irrigação nas terras do vale vinham do norte, enquanto a região sul foi povoada por pecuaristas. O sistema de irrigação criado pelas companhias construtoras de barragens não dava uma drenagem adequada e o solo ficava saturado a ponto das plantações não crescerem. O nível da água do Lago Owens diminuiu.

## Aqueduto de Los Angeles: o começo das guerras

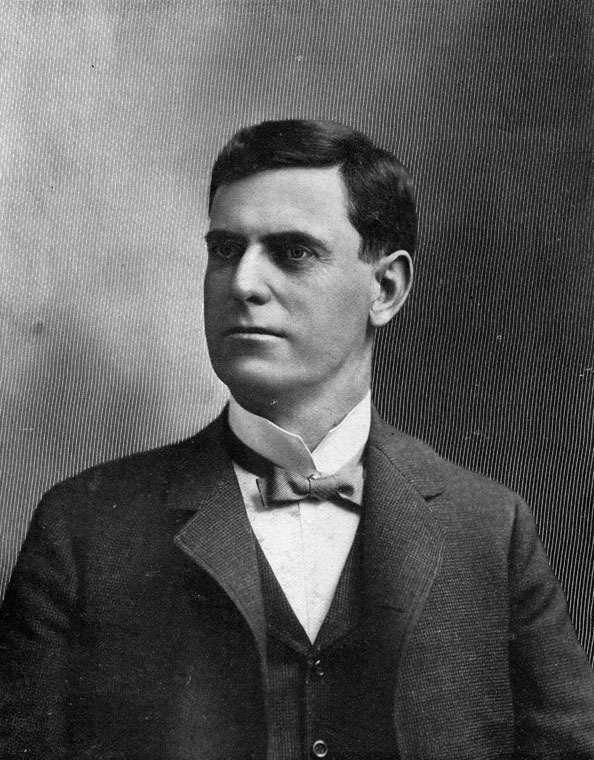
Frederick Eaton

Os conflitos pela água se intensificaram quando Frederick Eaton foi eleito prefeito de Los Angeles em 1898, e indicou seu amigo, William Mulholland, como superintendente do recém-criado Departamento de Água e Eletricidade de Los Angeles (LADWP).
Eaton e Mulholland queriam que Los Angeles crescesse. O fator impeditivo, contudo, era o abastecimento de água. Eaton e Mulholland perceberam que o Owens Valley era o destino de um grande fluxo de água que descia da Sierra Nevada e que a força da gravidade poderia fazer fluir a água por um aqueduto, direcionando-a até Los Angeles.

### Os direitos pela água
Na virada para o século XX, o governo americano planejava construir sistemas de irrigação para ajudar os fazendeiros do Owens Valley mas isso deixaria Los Angeles sem a água adicional que seus lideres queriam.
Eaton e Mulholland iniciaram uma campanha desleal para obter os direitos à água e parar os planos do governo federal. O engenheiro regional do governo, Joseph Lippincott, era um amigo próximo de Eaton. Eaton conseguiu ser indicado como agente do governo graças a Lippincott e com isso teve acesso a informações privilegiadas sobre os direitos da água e pôde recomendar ações que beneficiariam Los Angeles. Lippincott como funcionário do governo federal, também servia como um consultor pago por Eaton e ensinou as autoridades de Los Angeles sobre o que fazer para obter os direitos da água.
Orientado, Eaton se fez passar por um grande pecuarista, pedindo alto preço pelas terras. Ele comprou terras como um investidor privado e esperava revendê-las para Los Angeles por um preço acertado. Eaton afirmou numa entrevista ao Los Angeles Express em 1905 que abrira mão de seus direitos à água em favor da cidade de Los Angeles sem pagamento, "exceto reter o gado que tinha reunido para realizar os negócios ... e mantido em pastagens nas montanhas sem qualquer valor" 
Mullholland também ajudou a enganar as pessoas. Em Los Angeles, ele influenciou a opinião pública ao exagerar sobre a falta de água. Também mentiu ao dizer que a água a ser desviada do Owens Valley seria para fins domésticos e não para irrigação.
Ao final, Eaton e Mullholand conseguiram cancelar o projeto de irrigação do governo.
Muitos afirmaram que Los Angeles pagou um preço injusto aos fazendeiros de Owens Valley pelo uso da água. Gary Libecap da Universidade da Califórnia, Santa Barbara, anotou que os preços pagos pela cidade a outras fontes de recursos, por acre, era maior do que os fazendeiros receberam. Os fazendeiros que resistiram foram pressionados pelas autoridades da cidade até que em 1930 receberam um preço maior por suas terras; a maioria havia negociado suas propriedades entre 1905 e 1925 por um valor inferior. Contudo, a venda de suas terras propiciou aos fazendeiros uma renda maior do que a ser obtida pela agricultura ou pecuária. Nenhuma das vendas foi feita sob ameaça de desapropriação.
O Aqueduto de Los Angeles foi apresentado aos cidadãos como vital para o crescimento da cidade. Contudo, era desconhecido do público que uma parte da água seria usado para a irrigação no Vale de São Fernando, ao norte, que na época não fazia parte da cidade. Um sindicato de investidores (novamente, amigos próximos de Eaton, inclusive Harrison Gray Otis) comprara grandes terrenos no vale com essa informação privilegiada. Esse sindicato fez grandes esforços para negociar os títulos dos fundos de financiamento para o aqueduto, inclusive criando uma falsa seca (através de represamento das águas da chuva) e publicando artigos assustadores no Los Angeles Times, que Otis era o editor.

### Construção e operação do aqueduto

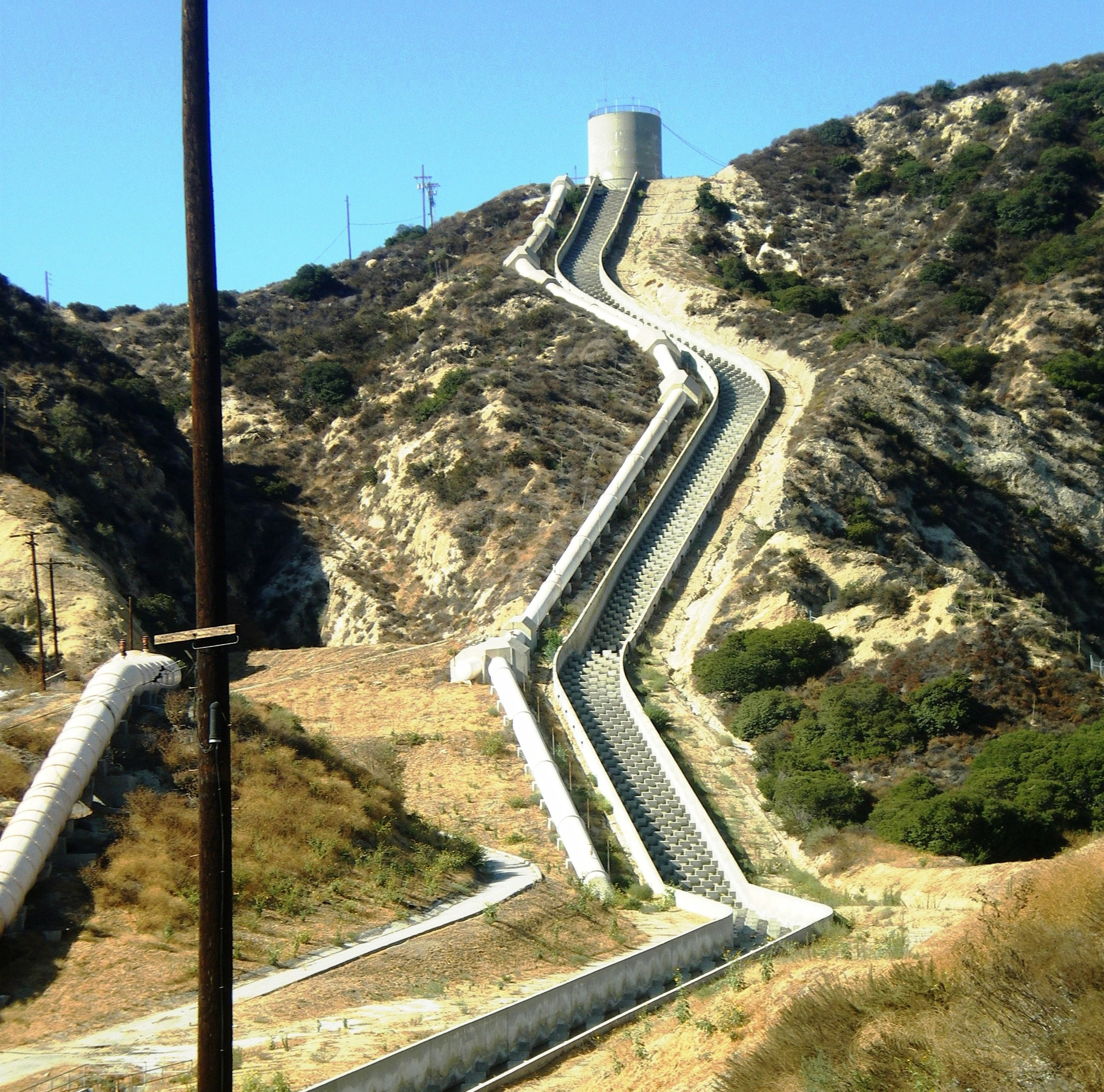
Final do Aqueduto de Los Angeles, próximo a Sylmar.

De 1908 a 1913, Mulholland dirigiu a construção do aqueduto. Os 359 quilômetros de extensão do aqueduto foram completados em novembro de 1913, com o trabalho de 2.000 trabalhadores e a escavação de 164 tuneis. O projeto foi comparado em complexidade pela neta de Mulholland ao Canal do Panamá. A água do Rio Owens foi represada num reservatório no Vale São Fernando em 5 de novembro.
Após o aqueduto ter sido finalizado em 1913, os investidores de São Fernando pegaram muita água do Owens Valley a ponto do lugar no meio do deserto ficar conhecido como "A Suiça da Califórnia". Mulholland tinha sido impedido de obter água adicional do Rio Colorado, daí decidiu pegar toda a água do Owens Valley.
Em 1923, agricultores e pecuaristas organizaram uma cooperativa para conseguirem recursos para a irrigação. Aproveitando-se do desencanto de alguns agricultores, Los Angeles negociou para adquirir os direitos da água da cooperativa. Assim, os custos da cooperativa se tornaram muito altos e o resto dos pecuaristas foi forçado a vender seus direitos à água para Los Angeles. Após esses negócios e o aumento do desvio, a água do Lago Owens baixou muito em 1924.

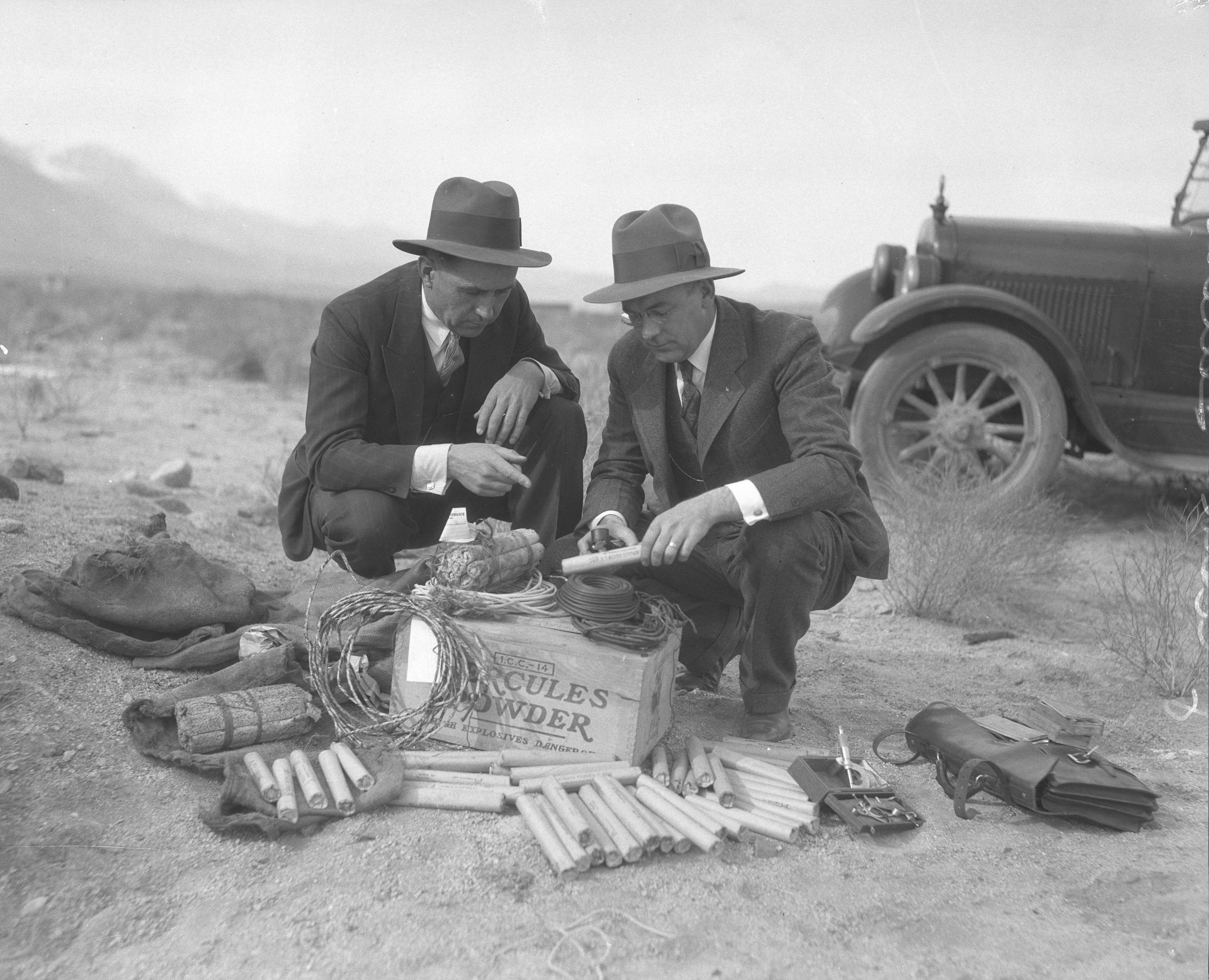
Dinamite encontrada durante incidentes de sabotagem do Aqueduto no Owens Valley, por volta de 1924

Era tanta a água desviada do vale que os agricultores e pecuaristas se rebelaram em 1924. Uma série de provocações de Mullholland causou ameaças e destruição de propriedades de Los Angeles pelos agricultores locais. Finalmente, um grupo de rancheiros armados invadiu o Alabama Gates e dinamitou parte do sistema, fazendo a água retornar para o leito do Rio Owens.
Essa ação armada foi em vão pois em 1926,a parte inferior do Lago Owens secou completamente. Em 1928, Los Angeles era dona de 90 por cento da água do Owens Valley. A agricultura no vale estava definitivamente morta.

## O segundo aqueduto do Owens Valley
Em 1970, o LADWP completou o segundo aqueduto. Em 1972, as autoridades começaram a desviar a água da superfície e bombear as subterrâneas a um ritmo de muitos metros cúbicos por segundo. As nascentes do Owens Valley secaram e desapareceram e a vegetação começou a morrer.
Em razão da LADWP nunca ter completado um Relatório de Impacto Ambiental (sigla em inglês EIR) sobre o bombeamento das águas subterrâneas, o Condado de Inyo processou Los Angeles com base na Lei de Qualidade Ambiental da Califórnia. Los Angeles não parou o bombeamento mas apresentou um curto EIR em 1976 e um segundo em 1979, ambos rejeitados como inadequados pelo tribunal.
Em 1991, o Condado de Inyo e a cidade de Los Angeles assinaram o Tratado da Água ("Inyo-Los Angeles Long Term Water Agreement"), que exigia que o bombeamento subterrâneo fosse administrado tendo em vista os impactos significativos e o abastecimento confiável para Los Angeles. Em 1997, o Condado Inyo, Los Angeles, o Comitê do Owens Valley, o Sierra Club e outros assinaram um Memorando de Intenções que especificava os termos em que o Rio Owens seria reabastecido até junho de 2003 como mitigação parcial dos danos ao Owens Valley causados pelo bombeamento subterrâneo.
Contrariando o memorando, contudo, Los Angeles não reabasteceu o rio até junho de 2003. Em dezembro de 2003, o LADWP foi acionado pelo procurador-geral da Califórnia Bill Lockyer, o Comitê Owens Valley e o Sierra Club. Sob os termos da ação, os prazos para o projeto de reabastecimento foram revistos. O LADWP deveria devolver a água ao Rio Owens até 2005. Esse prazo foi suprimido mas em 6 de dezembro de 2006, uma cerimônia no mesmo lugar em que William Mulholland abriu o aqueduto, marcou o reinício do fluxo de água para o rio.
O bombeamento das águas subterrâneas continuou e a longo prazo o Owens Valley se tornará um deserto.

## Mono Lake
Na década de 1930, a necessidade de abastecimento de água para Los Angeles continuava a aumentar. O LADWP iniciou a compra dos direitos da água da Bacia Mono (a mais próxima ao norte do Owens Valley). e construiu um prolongamento do aqueduto com escavações de tuneis através das Crateras Mono (um campo vulcânico ativo). Em 1941, esse prolongamento foi terminado e a água de vários riachos (como o Rush) foram canalizadas para o aqueduto. Para atender a lei da água da California, o LADWP instalou um viveiro de peixes em Hot Creek (Condado de Mono), próximo a Mammoth Lakes.

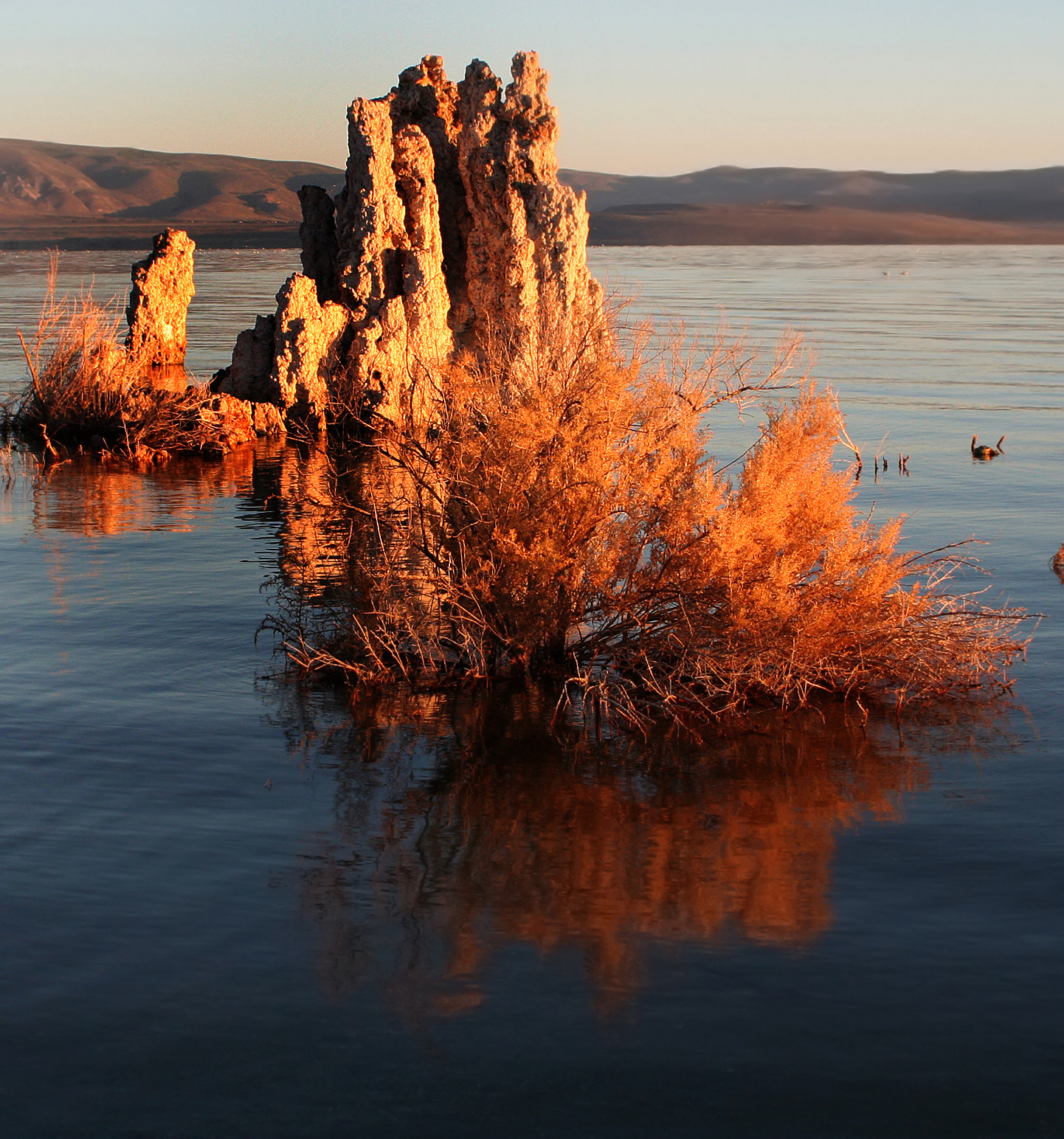
Formação de tufas em Mono Lake se tornam visíveis pela baixa das águas após os desvios.

Os riachos desviados alimentavam Mono Lake. Esse lago servia como um ecossistema vital onde gaivotas e pássaros migratórios faziam seus ninhos. Devido a canalização das águas, o nivel do lago baixou, expondo a formação de tufas. A água ficou mais salina e alcalina, ameaçando crustáceos Artêmia, bem como pássaros que habitam as duas ilhas (Ilha Negit e Ilha Paoha) do lago. A baixa das águas começou a formar uma ponte de rocha até a Ilha Negit Island, o que possibilita a ida de animais predadores que se alimentam de ovos até lá.
Em 1974, David Gaines começou a estudar a biologia de Mono Lake. Em 1975, enquanto estava em Stanford, ele começou a examinar outros aspectos do ecossistema daquele lago. Em 1977 foi feito um relatório sobre os perigos ao ecossistema de Mono Lake causados pelo desvio das águas. Em 1978, o Comitê Mono Lake foi formado para proteger o lago. O Comitê e a National Audubon Society processaram o LADWP em 1979, alegando que o desvio das águas violava a Doutrina da Fé Pública que estabelecia que águas navegáveis deveriam ser administradas em prol do benefício de todos. e a decisão da Corte Suprema da California de 1983 favoreceu o  comitê. Muitos litígios começaram em 1984 contra o LADWP, alegando-se que ele não teria completado as obras de proteção à pesca pedidas pela lei.
Todos os litígios foram adjudicados em 1994 para o California State Water Resources Control Board (SWRCB). As audiências com a SWRCB duraram 44 dias e foram conduzidas pelo vice-presidente do gabinete Marc Del Piero que atuou como auditor oficial. Pela norma Decisão SWRCB 1631, as autoridades estabeleciam restauração do ecossistema e o LADWP estava compromissado a devolver a água ao  Mono Lake até o nível de 6.1 m acima da medida da época e inferior a de 1941. Até 2011 o nível da água do Mono Lake deveria aumentar mais quatro metros. Los Angeles compensaria a água perdida através de projetos de conservação e reciclagem.

## Leituras
- Stewart, William R. (1907). «A Desert City's Far Reach For Water: A $23,000,000 Aqueduct For Los Angeles». The World's Work: A History of Our Time. XV: 9538–9540. Consultado em 10 de julho de 2009